# Bobowa
Bobowa é um município da Polônia, na voivodia da Pequena Polônia, condado de Gorlice e sede da comuna de Bobowa. Estende-se por uma área de 7,2 km², com 3 086 habitantes, segundo os censos de 2016, com uma densidade populacional de 429,8 hab/km².
Fundada em 1339 era uma cidade privada real, localizada na segunda metade do século XVI no condado de Biecki, voivodia de Cracóvia. Nos anos de 1975-1998, a cidade pertenceu administrativamente à voivodia de Nowy Sącz. Localizada na margem do rio Biała, a cidade é atravessada pela estrada da voivodia n.º 981 e pela linha férrea n.º 96 com a estação Bobowa e a parada ferroviária Bobowa Miasto.

## História
A primeira menção histórica existente da aldeia data de 1339. Outra vem da Crônica de Jan Długosz, onde o autor menciona o comandante da 46.ª Bandeira, Zygmunt de Bobowa. Por volta de 1522, aparece um novo proprietário, Achacy Jordan de Zakliczyn, do brasão de Trąba, do castelo de Bieszczady e starosta de Sącz. Bobowa permanece nas mãos dos Jordans por mais de 100 anos, passando sucessivamente para as mãos do filho de Achacy, Mikołaj, um ardente membro da comunidade da Irmandade polonesa, e seu neto, também Achacy, um juiz da cidade de Cracóvia.
Em 1580 a cidade foi assolada por um incêndio. Não se conhece os detalhes deste incêndio, mas ele deve ter destruído muito a cidade, pois o rei Estêvão Báthory a isentou de todos os impostos por 4 anos. A Peste Negra de 1622 diminuiu significativamente a população da cidade. Epidemias subsequentes foram aqui assoladas em 1662, 1709 e 1721.
Bobowa era uma pequena cidade de caráter agrícola e artesanal, muito menor que a vizinha Biecz: em 1629 pagou 131 zlotys de imposto devido sobre campos e casas municipais (os chamados sztos), enquanto que Biecz pagou 1251 zlotys. Dos arquivos das corporações de ofício, apenas é conhecido o livro do sapateiro com a entrada mais antiga de 1586. Além disso, as seguintes guildas operavam na cidade: açougue (menção de 1523), alfaiate e couraria (1562), tecelagem (1606) e guilda comum (1646), que incluía carpinteiros, oleiros e padeiros. Na primeira metade do século XVII, um total de 32 a 40 mestres de guildas operavam na cidade.
Já no início do século XVI Bobowa recebeu um privilégio do rei Alexandre Jagelão para realizar duas feiras, e pela segunda recebeu um privilégio de seu sucessor, Sigismundo, o Velho. Mais tarde, ela recebeu permissão dos próximos reinados para mais algumas feiras de linho, fio e lona, além de lã fornecida pelas aldeias montanhosas da Valáquia. Comerciantes locais entregaram cereais e bois em Cracóvia, e no caminho de volta trouxeram óxido de chumbo e chumbo para os centros de cerâmica locais. Alguns deles até comercializaram vinho importado de Bardejov. Além disso, eram realizadas feiras semanais na cidade, que, no entanto, atendiam principalmente a população local.
Em 1740 Stanisław Łętowski de Łętów tornou-se o proprietário da Bobowa. Stanisław Łętowski foi sucedido por seu filho Franciszek Łętowski (morto em 17 de abril de 1811), e após sua morte Bobowa foi herdada pelo filho de Franciszek e Teresa, o Bispo de Cracóvia, Ludwik Łętowski (1786-1868), que a vendeu ao herdeiro de Siedliska e outras aldeias vizinhas, Michał Miłkowski.
Em 1889, Stanisław Wyspiański visitou Bobowa durante sua jornada artística pela região. Ele fez 10 esboços aqui e eles se tornaram a única lembrança da antiga aparência da cidade, porque no mesmo ano o terceiro maior incêndio da história consumiu a cidade.
Em 1916 Józef Piłsudski visitou a cidade, onde foi hóspede da família Długoszowski. Bolesław Wieniawa-Długoszowski, que cresceu aqui na casa senhorial, foi mais tarde seu ajudante. Um pouco antes da Batalha de Varsóvia com os bolcheviques, em 1920, ele visitou aqui sua futura esposa, de onde partiu para Dęblin.
Antes de 1939, existiu na cidade um conhecido centro chassídico administrado pelo Rebe Halberstam (que usava o título Bobower Rebe). Ele dirigia a famosa yeshivá em Bobowa. Atualmente, a dinastia chassídica de Bobowa, "Bobower chasidim", opera principalmente nos Estados Unidos.
Em 1941, o gueto judeu foi liquidado.
Em 9 de julho de 1943, a vila foi pacificada. Durante a ação comandada pelo oficial da Gestapo, Julius Garbler, e pelo comandante do posto da gendarmaria de Dębica, Hans Koch, os alemães mataram 18 pessoas, incluindo membros de organizações clandestinas. 50 habitantes foram transportados para trabalho forçado na Alemanha..
Nos anos de 1339 a 1934, a cidade possuiu os direitos de cidade. Até o final de 2008, era uma vila. Em 1 de janeiro de 2009, recuperou os direitos de cidade.

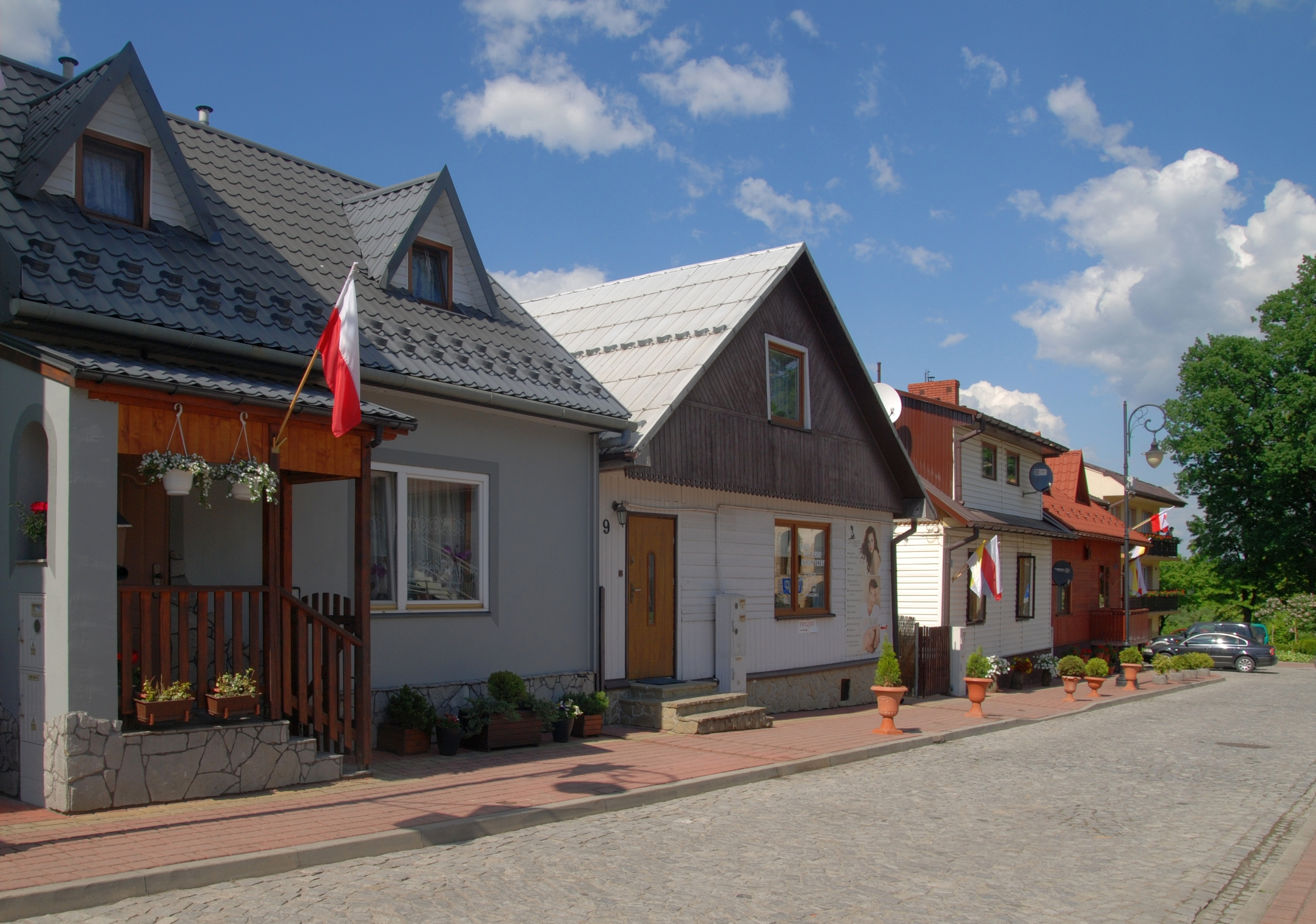
Casas na cidade
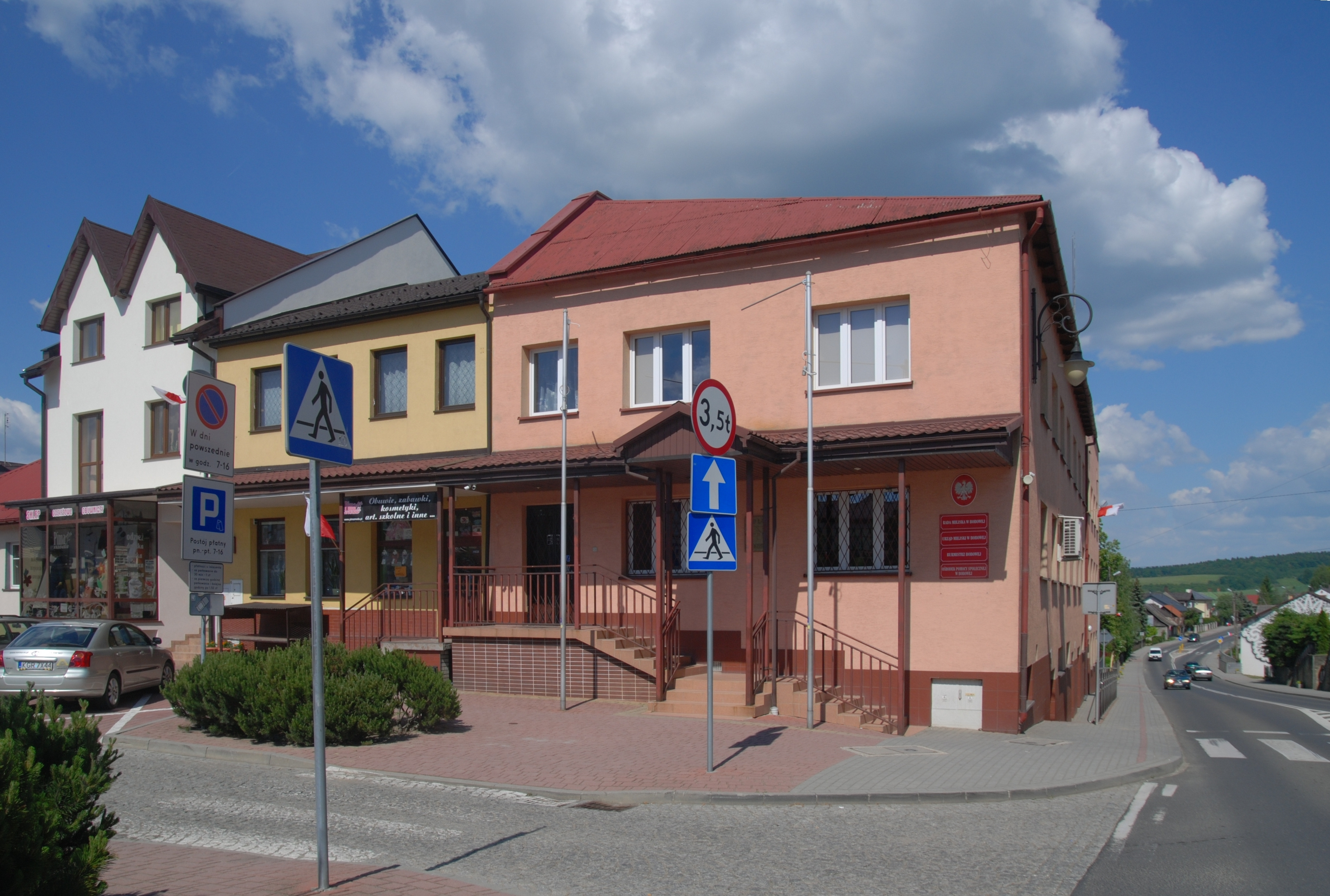
Praça principal, Prefeitura
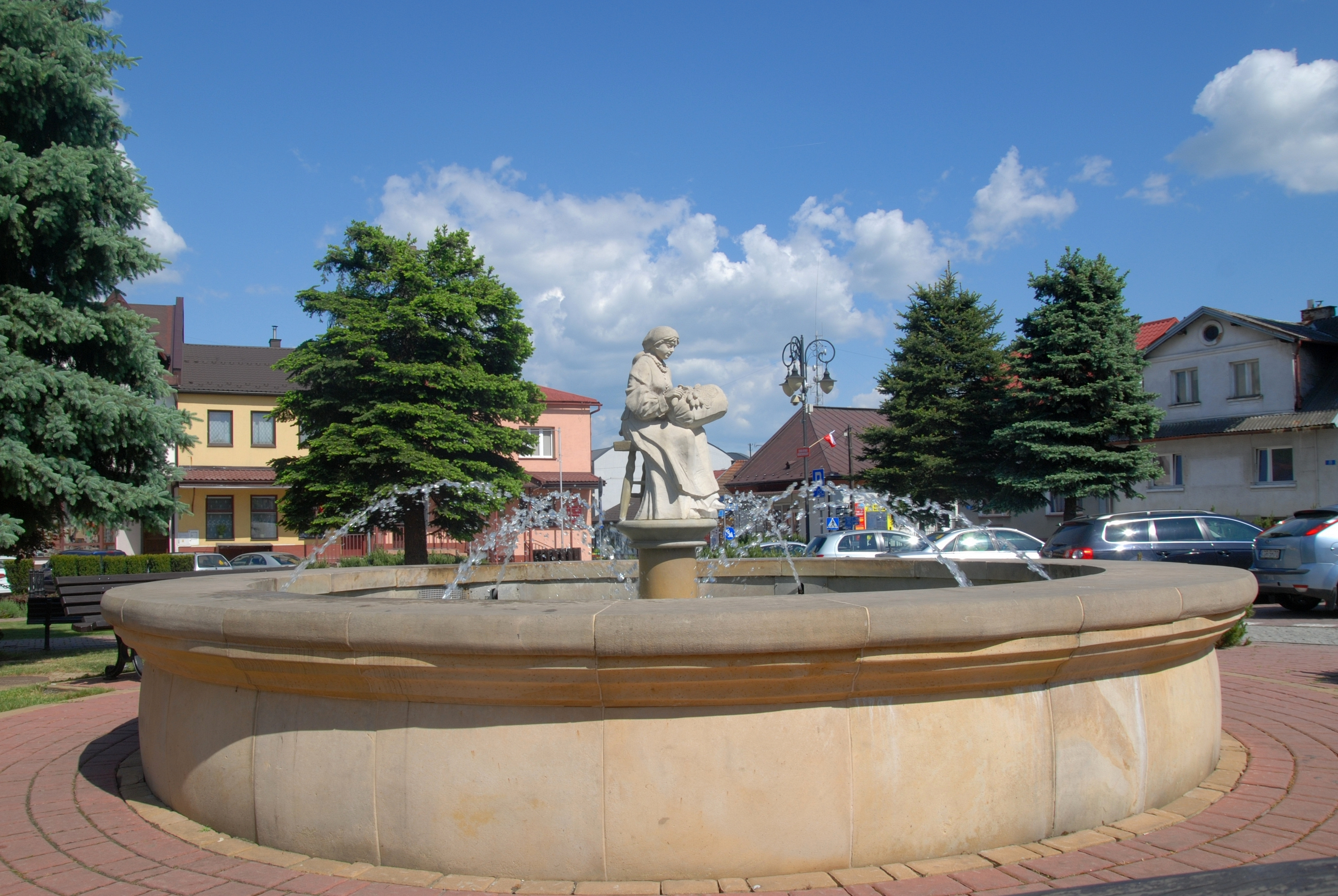
Praça, fonte com a imagem de uma rendeira

## Cultura
Bobowa é também uma das poucas cidades da Polônia em que as rendas são feitas usando o método de bilros. Desde 2000, na primeira década de outubro, é realizado o Festival Internacional de Renda de Bilros, onde pode-se ver artesanato de vários países europeus (também exposições de museus), além de participar de oficinas de renda e comprar peças prontas.
Bobowa é o berço do famoso compositor, músico, tradutor e estudioso do século XVII, Wojciech Bobowski, conhecido sob o nome turco de Ali Ufka Bey.

## Demografia
Em 2016, Bobowa possuía 3 101 habitantes.

## Monumentos hiatóricos
Objetos inscritos no registro de monumentos históricos da voivodia da Pequena Polônia.
- Igreja paroquial gótica de Todos os Santos em Bobowa, do século XIV/XV, nos anos de 1561 a 1592 - igreja luterana, reconstruída no século XVIII;
- Igreja de Santa Sofia, do cemitério gótico tardio, a partir da segunda metade do século XV. Durante os séculos XVII a XIX, foi convertida em um estábulo pela Irmandade polonesa;
- Sinagoga, hoje escola;
- Cemitério judeu;
- Cemitério de guerra n.º 133 da Primeira Guerra Mundial.

## Outros monumentos
- Casa senhorial da família Długoszewski do século XVII, chamada "O Castelo", na qual vivia a família Długoszowski, um dos donos de Bobowa. Bolesław Wieniawa-Długoszowski, mais tarde para se tornar o ajudante pessoal do Marechal Piłsudski, foi criado aqui;
- Fortificações do século XVII;
- Castelo de Berdechów no lugar do castelo mencionado nos anos 1436, 1461, 1479, que está localizado 1,5 km a nordeste da praça principal. Atualmente apenas os restos das muralhas são visíveis;
- Cemitério de guerra n.º 132 - Bobowa.

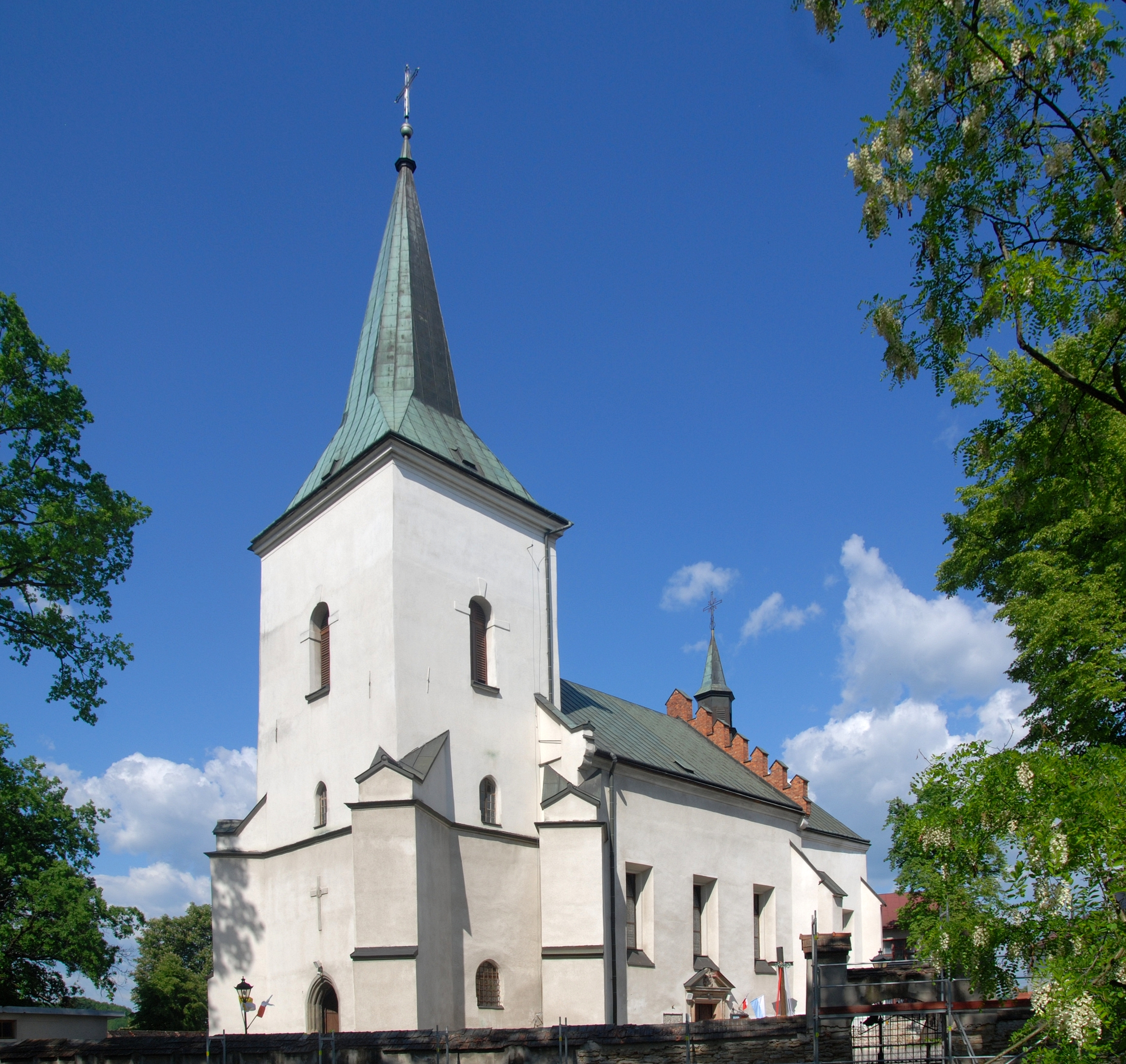
Igreja paroquial de Todos os Santos
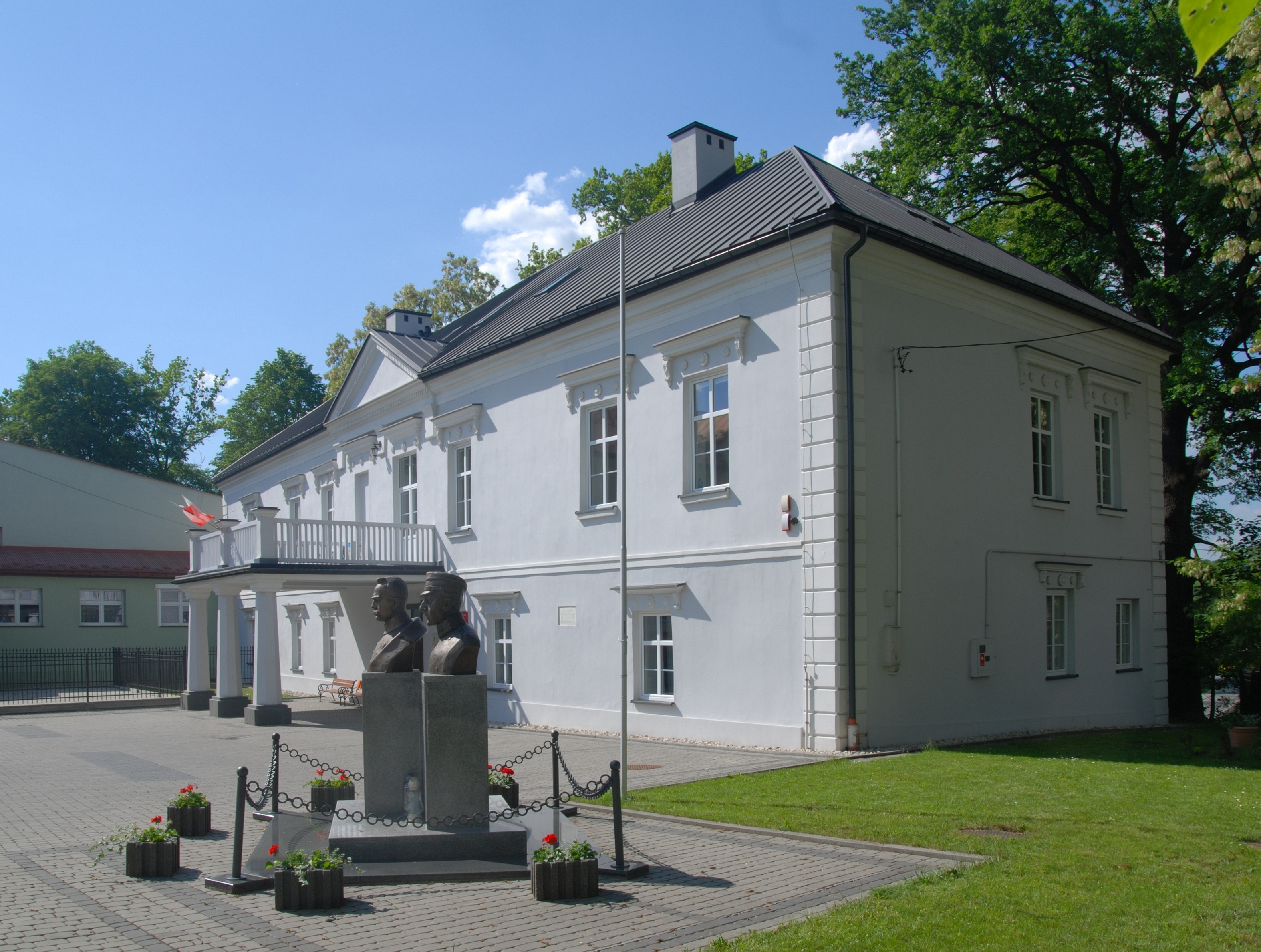
Mansão da família Długoszewski com os bustos de Piłsudski e Wieniawa-Długoszewski
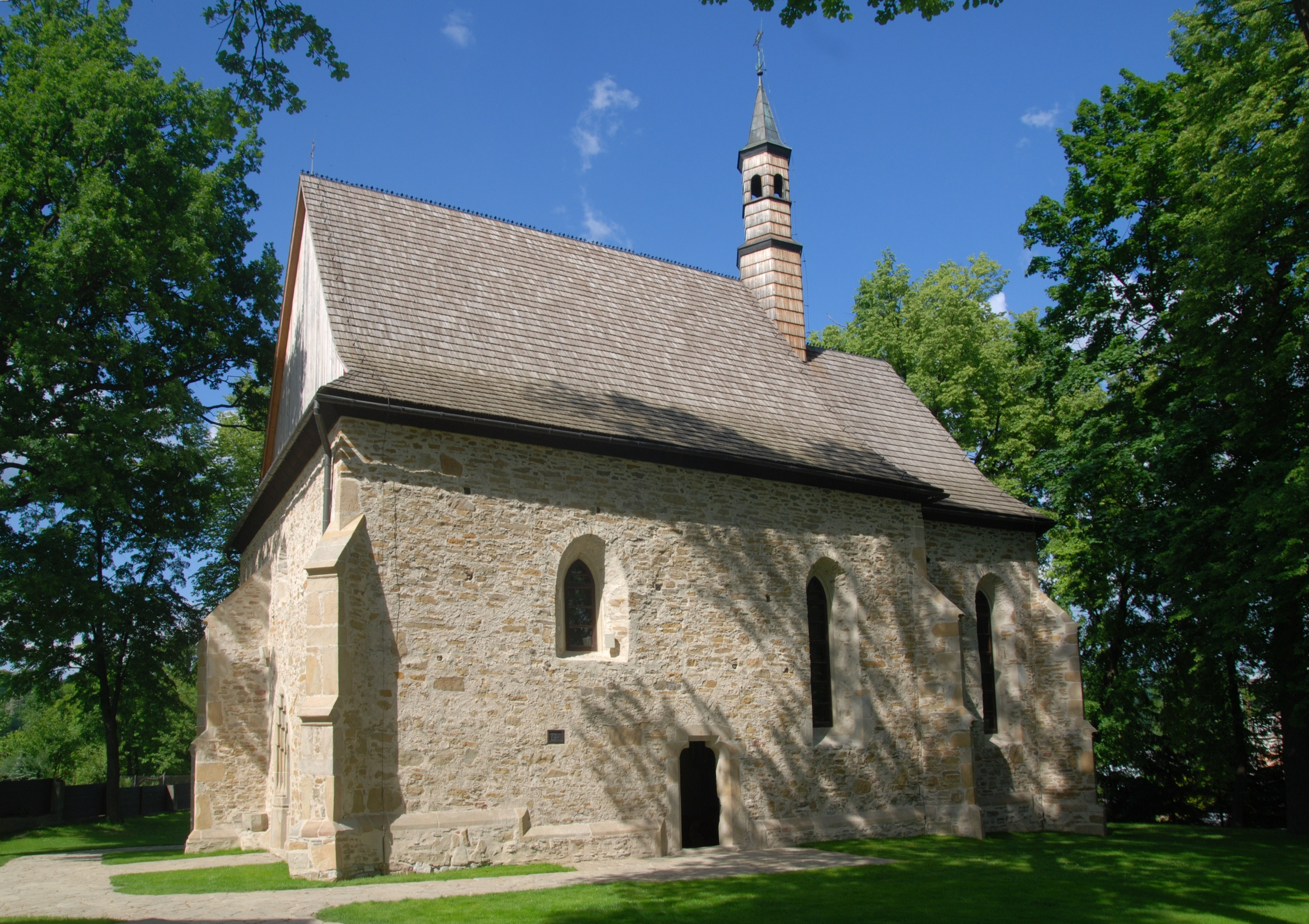
Igreja de Santa Sofia no cemitério

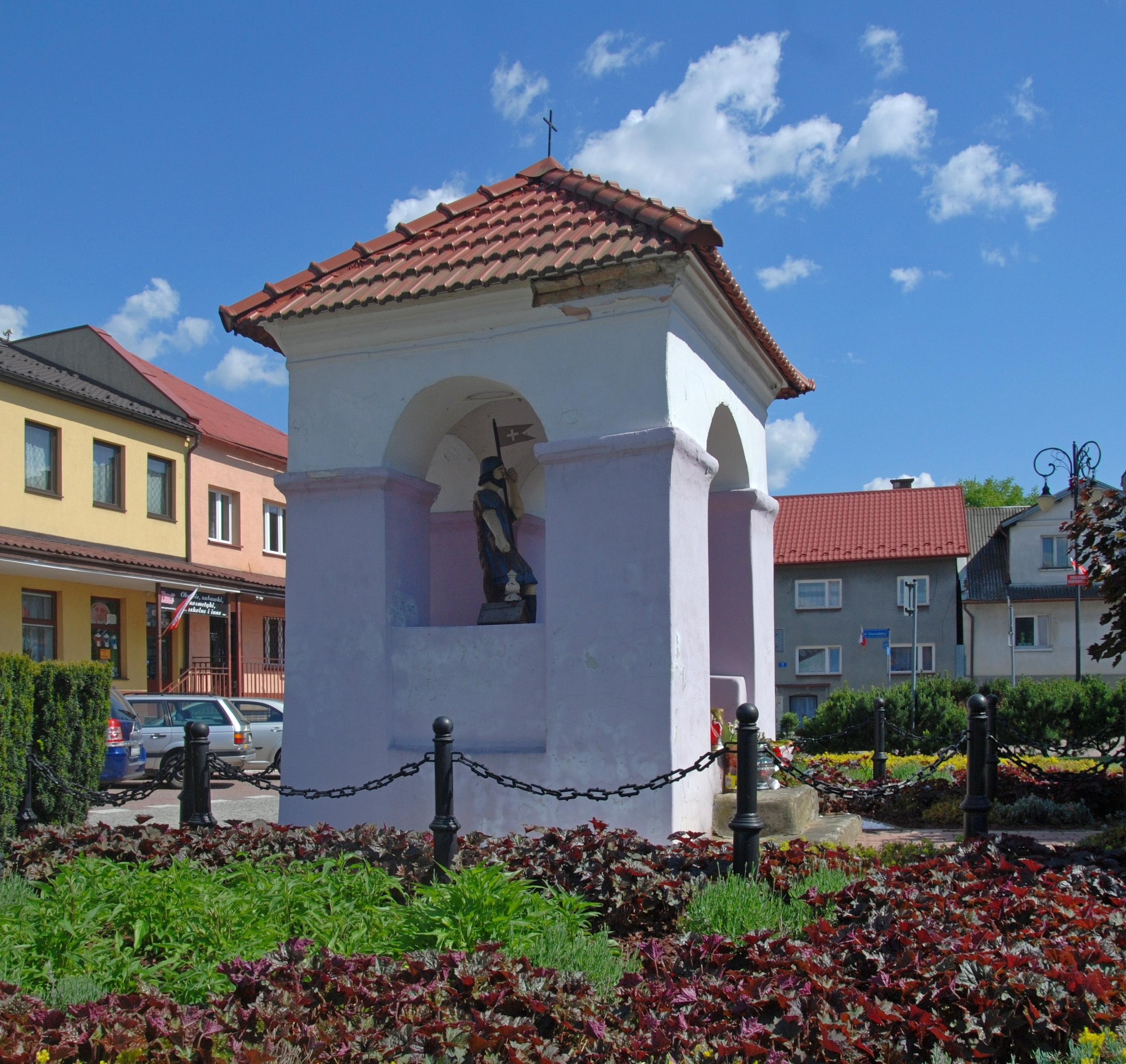
Capela da praça principal
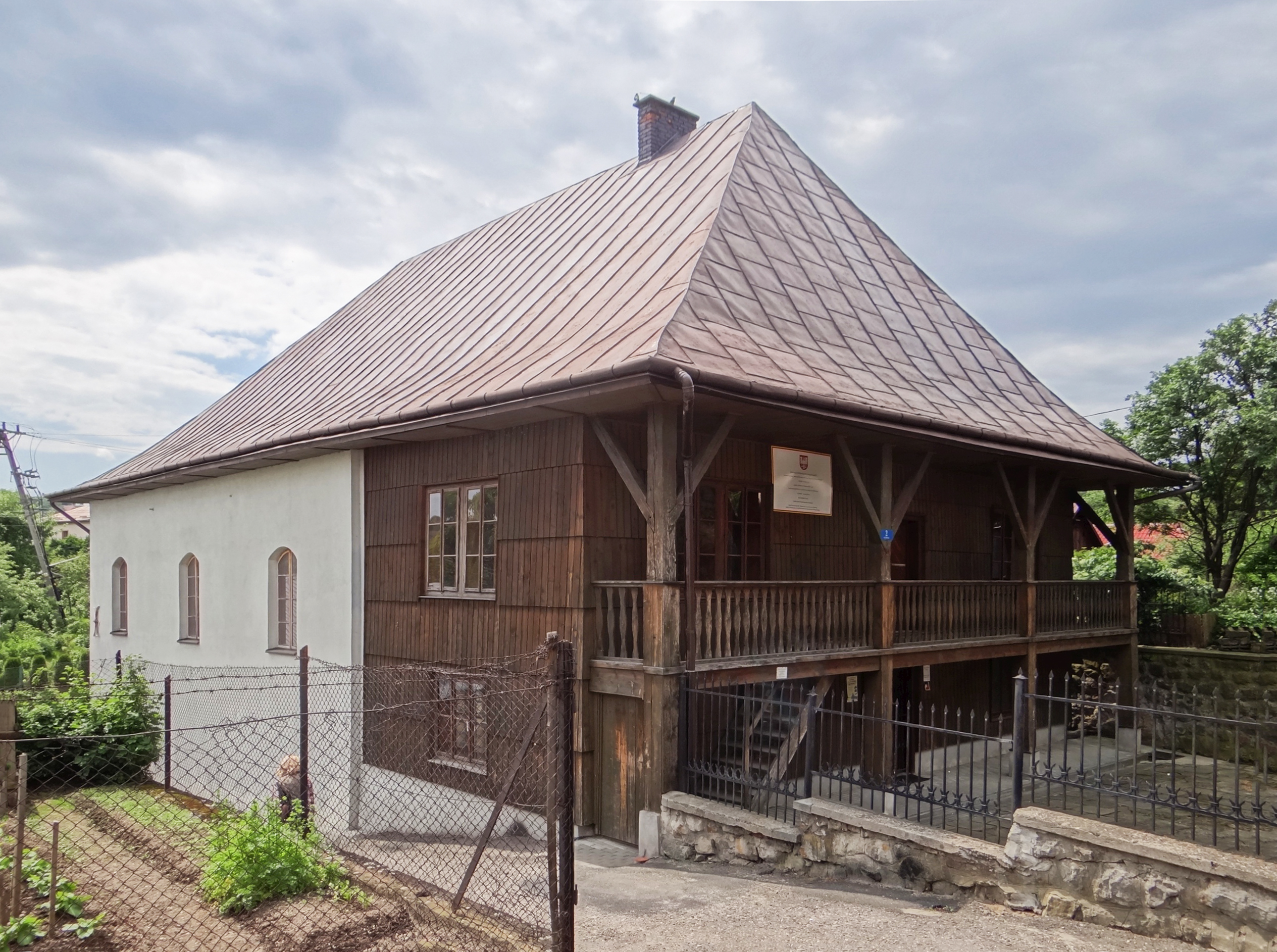
Sinagoga
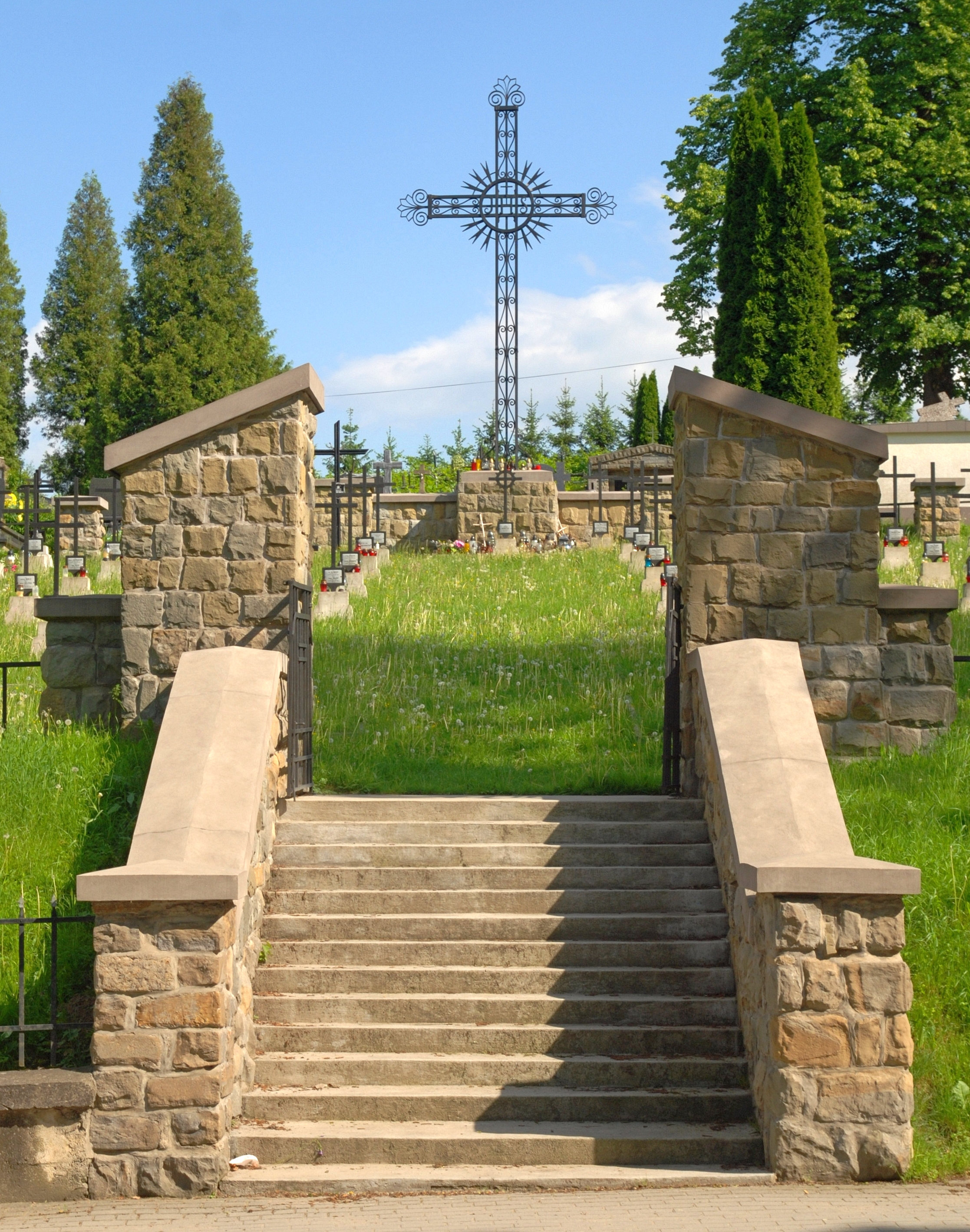
Cemitério de guerra n.º 133

## Trilhas turísticas
- Trilha turística verde:  Szalowa-Bobowa-Bukowiec-Jamna (cabana do pastor)